# 手間要害
手間要害（てま ようがい）は、鳥取県西伯郡南部町寺内にあった城郭。「天満山城」、「天万要害」などとも呼ばれる。

## 概要
手間要害の築城時期は不明である。一説には、日野氏が築城したといわれる。現在、城の遺構は主郭のある手間山、曲輪群の確認される膳棚山を含めると広範囲で大規模なものが残存しており、すべてを日野氏が単独で築いたとするよりも、日野氏以降に城に入った杉原盛重らによって城の拡張などが行われ、大規模なものとなったとする見方が有力である。

## 歴史
戦国時代の手間要害には日野孫左衛門が入っていた。永禄3年（1560年）には杉原盛重が尼子氏に備えて天満山普請を行い、尼子氏に対する軍事拠点としての整備がなされた。永禄年間の初めに毛利氏に降った日野孫左衛門は同5年（1562年）に尼子氏へ復帰、西伯耆の軍事拠点を失った毛利氏は衝撃を受けた。翌永禄6年（1563年）4月には片山平左衛門尉が「天満固屋」を焼き崩すなど奪還に向けて動いた結果、同7年（1564年）の早い時期には再び、取り戻すことに成功し、杉原盛重が入城して家臣の菖蒲左馬充ら300余名が置かれた。
その後、20年間ほど手間要害は文献から姿を消すがこの間も杉原一族が城に入っていたと考えられている。天正12年（1584年）に杉原景盛が自刃した際には手間要害も落城しており、杉原氏の城として重要な役割を果たしていた。また、天正19年（1591年）当時、毛利氏が西伯耆に保持していた５ヶ所の城の中に「手間」の記述が見える。

## 遺構
- 手間要害の遺構は主に標高329mの手間山に見られ、広範囲に及んでいる。手間山山頂付近の主郭部中央からは発掘調査で4×6間以上の掘立柱建物、井戸跡、土塁などが確認されている。
- 主郭部から南に50m、標高317m地点にも曲輪群が存在しており、さらに西側には4段の郭と「小屋」の地名が残っている。
- 主郭部から北に70mの地点にも5つの階段状の曲輪があり、そこから北東50mの所には広い単独の曲輪が存在する。
- このほか、手間山の隣の膳棚山（標高130m）にも曲輪群が存在する。これを「天満固屋」と関連付ける説もある。